# Józef Patkowski
Józef Patkowski (* 15. listopadu 1929, Vilnius - 26. října 2005, Varšava) byl polský muzikolog a skladatel filmové hudby. Zasloužil se o rozvoj polské elektroakustické hudby.

## Život
V roce 1953 absolvoval obor hudební věda na Varšavské univerzitě u Zofie Lissy, kde předložil magisterskou práci s názvem "Význam akustických zákonitostí v muzikologickém výzkumu". Současně v letech 1950–1953 studoval na této univerzitě fyziku. Do dějin polské soudobé hudby se zapsal roku 1957 jako zakladatel Experimentálního studia Polského rozhlasu - jednoho z nejstarších na světě a prvního ve východní Evropě, které vedl až do roku 1985.
Zajížděl do Prahy na festival Pražské jaro a v 60. letech si dopisoval s Mikulášem Medkem. Přivezl mu do Prahy mimo jiné magnetofonové pásky s hudbou Krzysztofa Pendereckého.
Na počátku 60. let spolu se skupinou hudebníků - Zygmuntem Krauzem, Tomaszem Sikorským, Zbigniewem Rudzińským a Johnem Tilburym - inicioval a uspořádal sérii koncertů avantgardní hudby nazvanou "Hudební dílna". V letech 1959-69 organizoval spolu s Annou Skrzyńskou sérii rozhlasových pořadů věnovaných soudobé hudbě s názvem "Horyzonty muzyki". Přednášel v Polsku i v zahraničí o elektroakustické hudbě a polské soudobé hudbě, např. v letech 1969-70 v Centru pro pokročilá studia na Illinoiské univerzitě v Urbane, v roce 1979 na Technische Universität v Západním Berlíně, a také na mnoha konferencích a kurzech o soudobé a elektroakustické hudbě, např. v Německu (Darmstadt, Berlín), Anglii (Dartington), USA, Francii (Institut de Recherche et Coordination Acoustique/Musique), Švédsku a na Slovensku. Několikrát zasedal v porotách mezinárodních kompozičních soutěží, například v Bourges (1977-81 a 1984 - Concours International de Musique et d'Art Sonore Electroacoustiques) a ve Stockholmu.
V roce 1974 založil na krakovské Hudební akademii Studio elektronické hudby, které vedl až do roku 2000. V hudební komunitě působil také v letech 1979–1985 jako předseda Svazu polských skladatelů a později (1985–1996) jako generální tajemník Polské hudební rady při UNESCO. V letech 1989–1995 byl také předsedou Hudební společnosti Karola Szymanowského.
Józef Patkowski byl čestným členem Svazu polských skladatelů, Polské společnosti pro soudobou hudbu a Deutsche Gesellschaft für Elektroakustische Musik.
Byl vyznamenán mnoha cenami a vyznamenáními, mimo jiné Zlatým křížem za zásluhy (1964), výroční cenou ZKP (1974), Rytířským křížem řádu Polonia Restituta (1972), Cenou ministra kultury a umění (1998) a Důstojnickým křížem řádu Polonia Restituta (1999).

## Dílo
- V 60. letech Patkowski spolu s Krzysztofem Szlifirskim složil hudbu k několika filmům (díky tomu byl od té doby prezentován jako skladatel):
- 1963 Hudba k dokumentárně-impresionistickému filmu Nad Tatrami režiséra Jerzyho Kadena
- 1963 Hudba k dokumentárně-impresionistickému filmu Stacja Oświęcim / Stanice Osvětim, režie Maria Kwiatkowska
- 1964 Hudba k dokumentárně-impresionistickému filmu Rozmowa režisérky Marie Kwiatkowské
- 1964 Hudba k dokumentárně-impresionistickému filmu Janusze Majewského Pojedynek
- 1965 Hudba k dokumentárně-impresionistickému filmu Światło i dźwięk / Světlo a zvuk režisérky Marie Kwiatkowské
- 1965 Hudba k filmu Sposób bycia / Způsob bytí, režie Jan Rybkowski
- 1966 Hudba k dokumentárně-impresionistickému filmu Nebe bez slunce, režie Jan Rybkowski
- 1967 Partitura ke hře Radostné dny Samuela Becketta v režii Jerzyho Markuszewského
- 1968 Hudba k dokumentárně-impresionistickému filmu Czas przemiany, režie Andrzej Piekutowski.
- 1969 Hudba k animovanému filmu Ludzie / Lidé režiséra Krzysztofa Raynocha